# Şəmkir (Stadt)
Şəmkir oder Schamkir (russisch Шамкир, auch Schämkir oder Semxir), bis 1914 offiziell Annenfeld, ist eine Stadt in Aserbaidschan.
Sie ist Hauptstadt des Bezirks Şəmkir. In der Stadt leben 44.100 Einwohner (Stand: 2021). 2014 betrug die Einwohnerzahl etwa 40.000. Durch die Stadt fließt der Fluss Şəmkirçay.

## Geschichte
Nahe der Stadt liegen die Ruinen der antiken Stadt und Festung Şəmkir, nach der die neue Stadt benannt wurde. Die alte Stadt wurde von den Mongolen zerstört. Später gründeten hier deutsche Siedler die Stadt Annenfeld. Die Siedler wurden in den 1930er Jahren durch politische Repressionen und nach dem Angriff Deutschlands gegen die Sowjetunion 1941 vertrieben und die Stadt in Şəmkir umbenannt. Heute leben nur noch Aserbaidschaner in Şəmkir.

### Stadtname
Der ursprüngliche Name der Stadt „Şəmkir“ (oder Şamxor) leitet sich einer antiken Festung in der Ortschaft ab. Benannt wurde sie später seit der Gründung einer deutschen Siedlung im Jahre 1818, zu Ehren der Großherzogin Anna Pawlowna, in Annenfeld. Nach Beginn des Ersten Weltkrieges folgte eine Änderung auf Annino. Ab 1938 wurde sie dann in den ursprünglichen alten Namen Şamxor (deutsch: Schamchor) umbenannt. Dieser Name galt bis zum Jahre 1991, wonach die Stadt in der heutigen Bezeichnung seitens der Nationalversammlung der Republik Aserbaidschan am 7. Februar 1991 bestätigt worden ist.

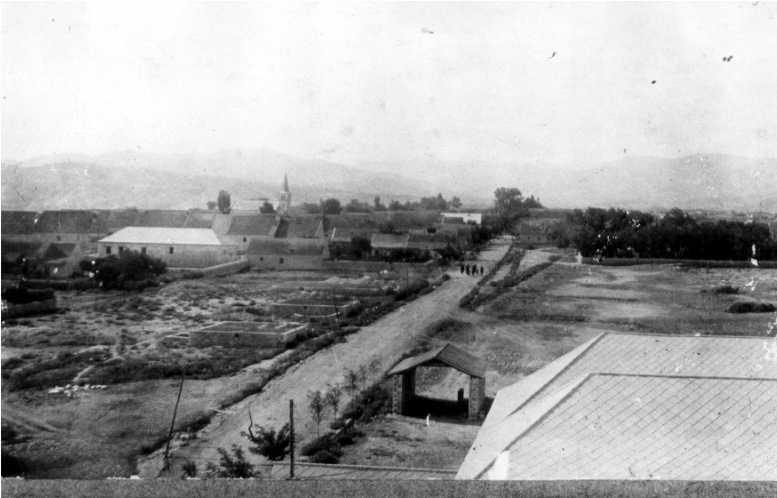
Die Siedlung Annenfeld

### Gründung
Das ursprüngliche evangelische Dorf wurde neben Helenendorf im Jahre 1818 von 67 Familien aus Baden-Württemberg gegründet. Während des russisch-persischen Krieges wurde es im Jahre 1826 von den Persern verwüstet und niedergebrannt. Im Jahre 1831 wurden die deutschen Siedler aufgrund schwerer Krankheitswellen in andere Kolonien in Transkaukasien umgesiedelt. Ab dem Jahre 1836 kehrten sie erneut zurück und bauten das Dorf wieder auf. Auf Anordnung der regionalen Provinzbehörden wurde am 9. Februar 1916 beschlossen, das Dorf in „Annino“ umzubenennen.

### Bevölkerung
Die Bevölkerung bestand hauptsächlich, wie bei den umliegenden damaligen deutschen Siedlungen in Transkaukasien, aus deutschen Einwohnern aus dem Königreich Württemberg. Ab dem Jahre 1935 (und verstärkt ab dem 15. Oktober 1941) wurden die deutschen Einwohner der städtischen Siedlung aus Transkaukasien aufgrund der Beschlüsse des sowjetischen Innenministeriums ausgewiesen und nach Osten deportiert.
| Jahr      | 1818 | 1836 | 1843 | 1859 | 1869 | 1886               | 1897               | 1907 | 1913 | 1918 | 1921 | 1923                | 1926                 |
| --------- | ---- | ---- | ---- | ---- | ---- | ------------------ | ------------------ | ---- | ---- | ---- | ---- | ------------------- | -------------------- |
| Einwohner | 277  | 185  | 183  | 193  | 199  | 492 (437 Deutsche) | 860 (665 Deutsche) | 751  | 780  | 875  | 956  | 1189 (969 Deutsche) | 2166 (1208 Deutsche) |

## Kultur
In der Stadt gibt es ein historisches Museum, eine Moschee und ein Kino.
Es findet seit 2014 ein jährliches Weltklasse-Schachturnier zu Ehren des verstorbenen Spielers Vüqar Həşimov statt.

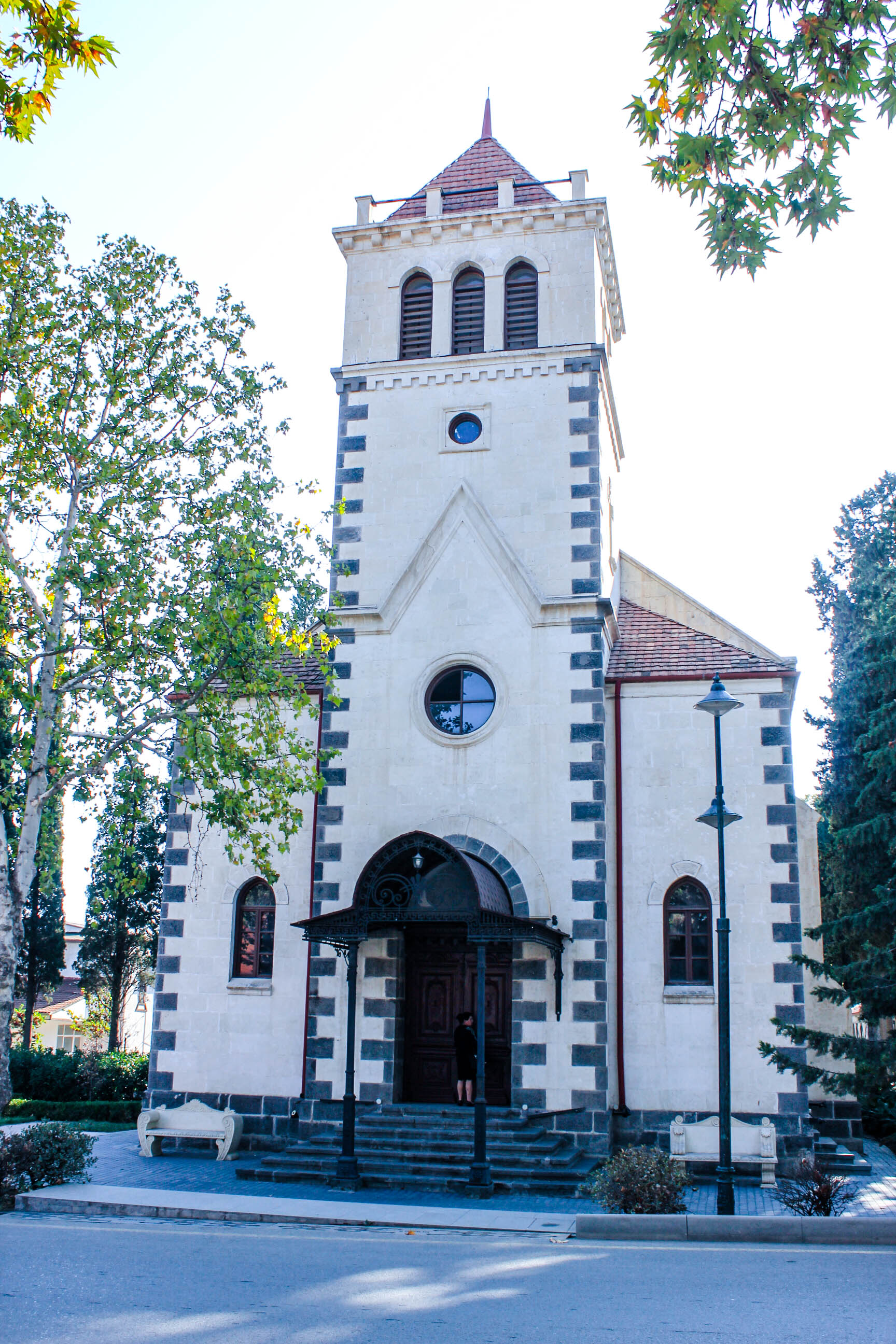
Deutsche lutherische Kirche in Annenfeld 2016
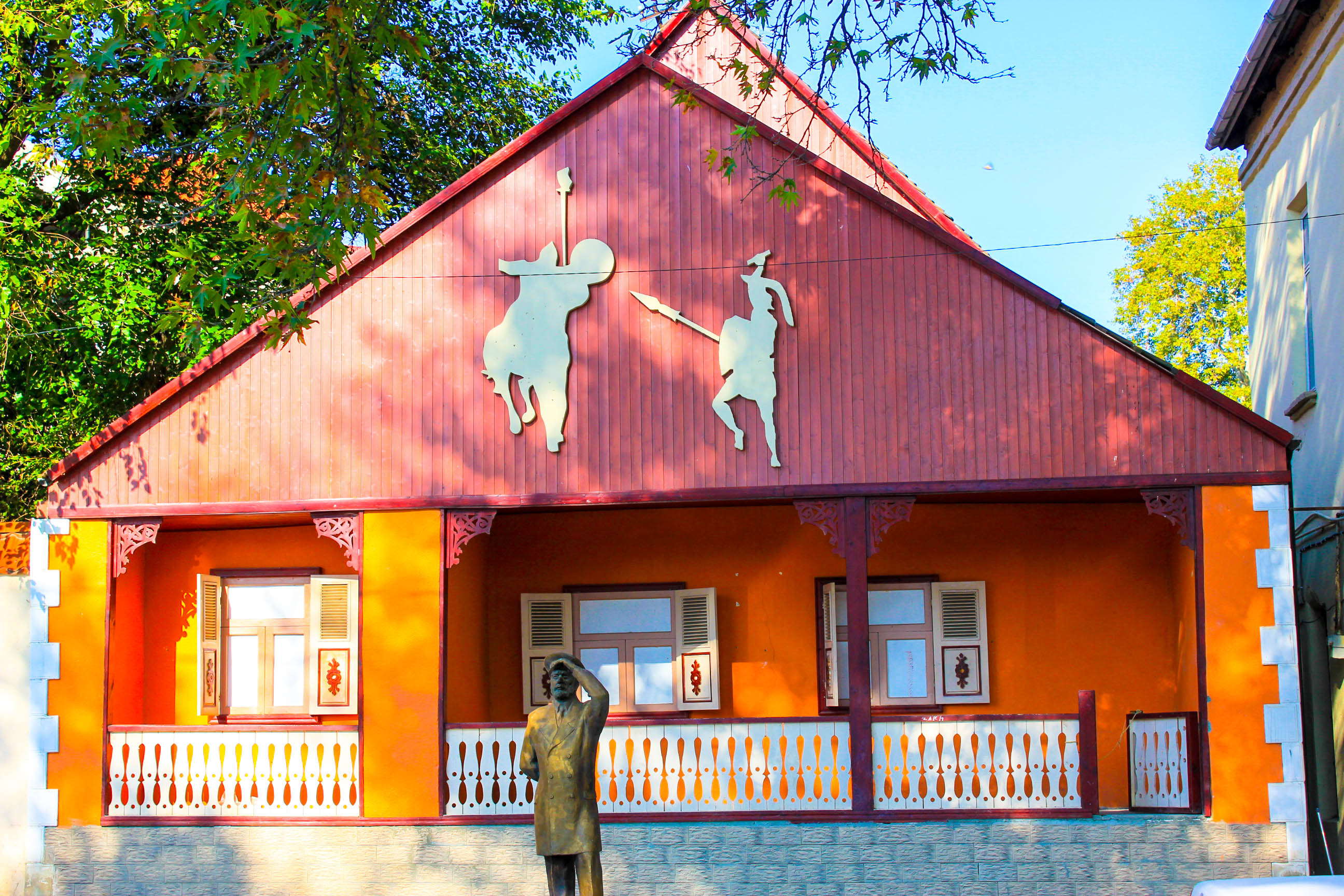
Deutsche Architektur in Annenfeld 2016

## Militär
In Şəmkir ist eine Garnison. Dort sind Einheiten der aserbaidschanischen Armee stationiert.

## Verkehr
Die Stadt ist an das nationale Busnetz angebunden.
Zwei Bahnhöfe der Bahnstrecke Poti–Baku, die hier von der Aserbaidschanischen Eisenbahn betrieben wird, befinden sich auf dem Stadtgebiet, Dəllər (Doldar) und Şəmkir.